# 위볼기동맥
위볼기동맥(superior gluteal artery), 또는 상둔동맥(上臀動脈)은 속엉덩동맥(internal iliac artery)의 가장 큰 가지이자 마지막 가지이며, 속엉덩동맥 뒤갈래의 연장이라고 할 수 있다. 위볼기동맥은 허리엉치신경줄기(lumbosacral trunk)와 첫째엉치신경(sacral nerve) 사이에서 뒤쪽으로 주행하는 짧은 동맥이다. 궁둥구멍근(piriformis muscle)의 위쪽 경계 위로 골반을 빠져나온 이후로는 얕은가지와 깊은가지로 나누어진다.
골반에서 위볼기동맥은 엉덩근(iliacus muscle), 궁둥구멍근, 속폐쇄근(obturator internus muscle)으로 가지를 낸다. 골반안을 빠져나가기 직전에는 엉덩뼈로 들어가는 영양동맥을 낸다.

## 구조
위볼기동맥은 속엉덩동맥의 가장 큰 가지이며 동시에 마지막 가지이다. 위볼기동맥은 속엉덩동맥의 뒤갈래에서 갈라져 나온다. 골반안은 큰궁둥구멍(greater sciatic foramen)을 통해 빠져나오며, 빠져나온 이후 얕은가지와 깊은가지로 나뉜다.

### 얕은가지
얕은가지는 궁둥구멍근을 넘어서 지나가고 큰볼기근(gluteus maximus muscle)의 깊숙한 속면으로 들어가 많은 가지로 나뉜다. 일부 가지는 근육에 혈액을 공급하며 아래볼기동맥(inferior gluteal artery)과 문합한다. 또 다른 가지들은 큰볼기근 이는곳의 힘줄을 관통하여 엉치뼈 뒷면의 외피에 혈액을 공급하며, 가쪽엉치동맥(lateral sacral artery)의 뒷가지들과 문합한다.

### 깊은가지
깊은가지는 중간볼기근(gluteus medius muscle) 아래에 놓여 있으며 거의 나눠진 즉시 앞갈래와 뒷갈래로 다시 갈라진다.
윗갈래는 깊은가지가 주행하던 경로를 그대로 따라가며, 작은볼기근(gluteus minimus muscle) 위쪽 경계를 따라 주행하여 위앞엉덩뼈가시(anterior superior iliac spine, ASIS)에 다다르며, 깊은엉덩휘돌이동맥(deep iliac circumflex artery)과 가쪽넙다리휘돌이동맥(lateral femoral circumflex artery)의 오름가지와 문합한다.
아래갈래는 넙다리뼈의 큰돌기(greater trochanter)에 비스듬하게 작은볼기근을 가로질러 볼기의 근육(gluteal muscles)에 가지를 내고 가쪽넙다리휘돌이동맥과 문합한다.
일부 가지는 작은볼기근을 관통하여 엉덩관절에 혈액을 공급한다.

## 기능
위볼기동맥은 trochanteric anastomosis를 형성하는 데 기여하여 속엉덩동맥과 넙다리동맥(femoral artery)을 연결한다.

## 추가 이미지

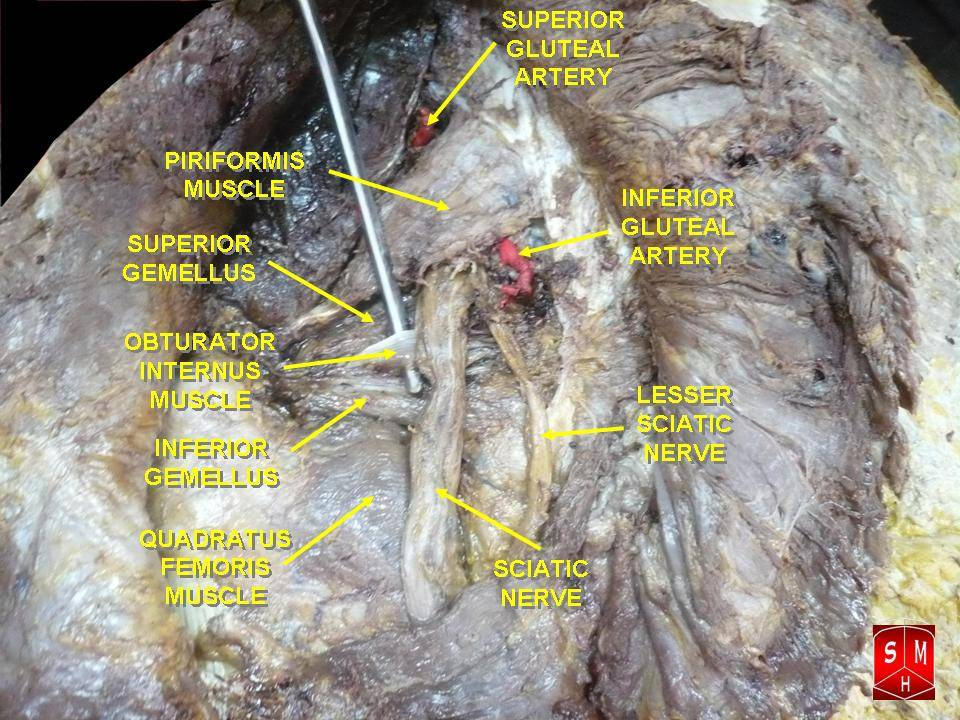
위볼기동맥 및 동맥이 혈액을 공급하는 주변 구조.
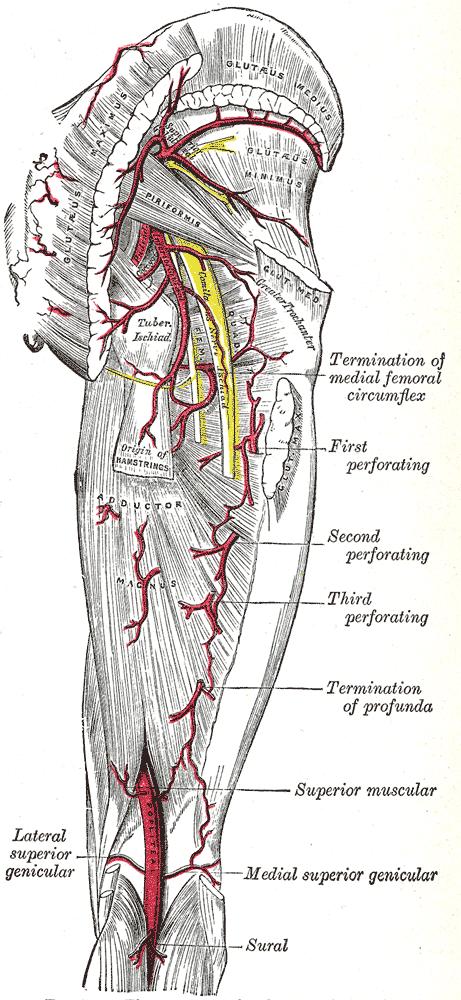
볼기 및 넓적다리 뒤칸의 동맥.

## 같이 보기
- 아래볼기동맥